# Leichtathletik-Europacup 1999
| 20. Leichtathletik-Europacup                          | 20. Leichtathletik-Europacup | 20. Leichtathletik-Europacup | 20. Leichtathletik-Europacup | 20. Leichtathletik-Europacup | 20. Leichtathletik-Europacup |
| ----------------------------------------------------- | ---------------------------- | ---------------------------- | ---------------------------- | ---------------------------- | ---------------------------- |
|                                                       |                              |                              |                              |                              |                              |
| Resultate Superliga (Endstand nach 39 Entscheidungen) |                              |                              |                              |                              |                              |
| Paris Stade Charléty – 19./20. Juni 1999              |                              |                              |                              |                              |                              |
| Frauen                                                | Frauen                       | Frauen                       | Männer                       | Männer                       | Männer                       |
| Platz                                                 | Land                         | Punkte                       | Platz                        | Land                         | Punkte                       |
| 1                                                     | Russland                     | 127,0                        | 1                            | Deutschland                  | 122,0                        |
| 2                                                     | Rumänien                     | 099,0                        | 2                            | Italien                      | 098,5                        |
| 3                                                     | Frankreich                   | 097,0                        | 3                            | Großbritannien               | 097,0                        |
| 4                                                     | Deutschland                  | 093,5                        | 4                            | Russland                     | 095,0                        |
| 5                                                     | Italien                      | 071,0                        | 5                            | Frankreich                   | 081,5                        |
| 6                                                     | Großbritannien               | 068,5                        | 6                            | Griechenland                 | 080,0                        |
| 7                                                     | Polen                        | 065,0                        | 7                            | Polen                        | 079,0                        |
| 8                                                     | Tschechien                   | 062,0                        | 8                            | Tschechien                   | 062,0                        |
| ← St. Petersburg 1998                                 | ← St. Petersburg 1998        | ← St. Petersburg 1998        | Gateshead 2000 →             | Gateshead 2000 →             | Gateshead 2000 →             |
|  abgestiegen in die 1. Liga des nächsten Europacups   |                              |                              |                              |                              |                              |

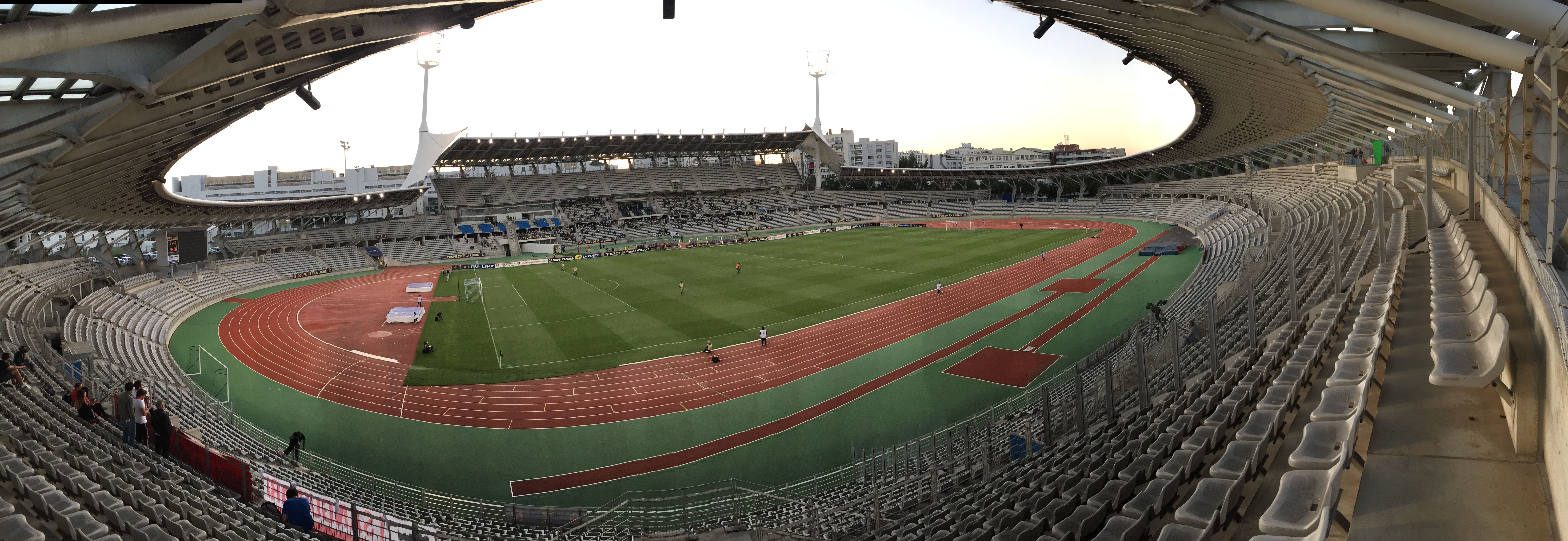
Das Stade Charléty – hier im Jahr 2018

Das 20. Leichtathletik-Europacup-Superliga-Finale fand am 19. und 20. Juni 1998 im Stade Charléty der französischen Hauptstadt Paris statt und umfasste 39 Disziplinen (20 Männer, 19 Frauen).

## Modus
Auch die diesjährige Austragung fand nach den im Europacup 1983 erstmals gültigen Regeln statt. Das höchste Niveau des Cups wurde als Superliga bezeichnet. Die einen Rang unter der Superliga platzierten Nationen trugen ihre Wettbewerbe in der 1. Liga aus, die in zwei Gruppen unterteilt war. Die 2. Liga war wie schon in den Vorjahren ebenfalls in zwei Gruppen aufgeteilt.
Die Wettbewerbe der Superliga wurden am Samstag, 19. und Sonntag, 20. Juni ausgetragen. In den beiden anderen Ligen fanden die Wettkämpfe an folgenden Terminen statt: 1. Liga: Samstag, 5. / Sonntag 6. Juni – 2. Liga, Gruppe 1: Samstag, 12. / Sonntag 13. Juni – 2. Liga, Gruppe 2: Samstag, 5. / Sonntag 6. Juni. Das seit 1983 praktizierte System mit Auf- und Absteigern entschied auch weiterhin über die Ligeneinteilungen des nächsten Cups – hier für 2000.
Ab 1994 war der vorher praktizierte Austragungsturnus von zwei Jahren auf ein Jahr verkürzt worden. Dadurch war der Europacup in keinem Jahr mehr der internationale Jahreshöhepunkt. In den ungeraden Jahren wurden Weltmeisterschaften, in den geraden Jahren Europameisterschaften oder Olympische Spiele ausgetragen. Dies führte im Lauf der kommenden Jahre zu einer Abwertung des Cups.
Auch die zur Straffung der Veranstaltung 1997 eingeführte Praxis in den vertikalen Sprungwettbewerben, im Kugelstoßen sowie den Wurfdisziplinen wurde beibehalten. Dort standen den Athleten nicht wie üblich sechs, sondern nur vier Versuche zur Verfügung.

## Der Leichtathletik-Europacup 1999
Im Wettbewerbskatalog gab es diesmal keine Erweiterungen. Im Frauenprogramm fehlte immer noch der 3000-Meter-Hindernislauf, der 2002 Teil der Veranstaltung wurde.
Seit 1996 sponserte die Handelskette Spar (Eigenschreibweise: SPAR) den Europacup und blieb der Veranstaltung bis zuletzt erhalten. Dies führte auch zur Umbenennung in SPAR-Europacup.
Stark präsentierte sich in ihrer französischen Heimat die Sprinterin Christine Arron. Die Europameisterin von 1998 gewann das Rennen über 100 Meter in 10,97 Sekunden. Beim 800-Meter-Lauf der Männer zeigte sich international zum ersten Mal der Russe Juri Borsakowski und entschied mit seinen achtzehn Jahren dieses Rennen für sich. Einen Doppelsieg errang die Rumänin Gabriela Szabo über 1500 und 3000 Meter.
Im Wettbewerb der Frauen verteidigte Russland seinen Titel und siegte klar vor den überraschend starken Rumäninnen. Bei den Männern gewann wie drei Jahre zuvor das Team Deutschland mit ebenfalls deutlichem Vorsprung vor Italien.

## Länderwertungen 2.Liga

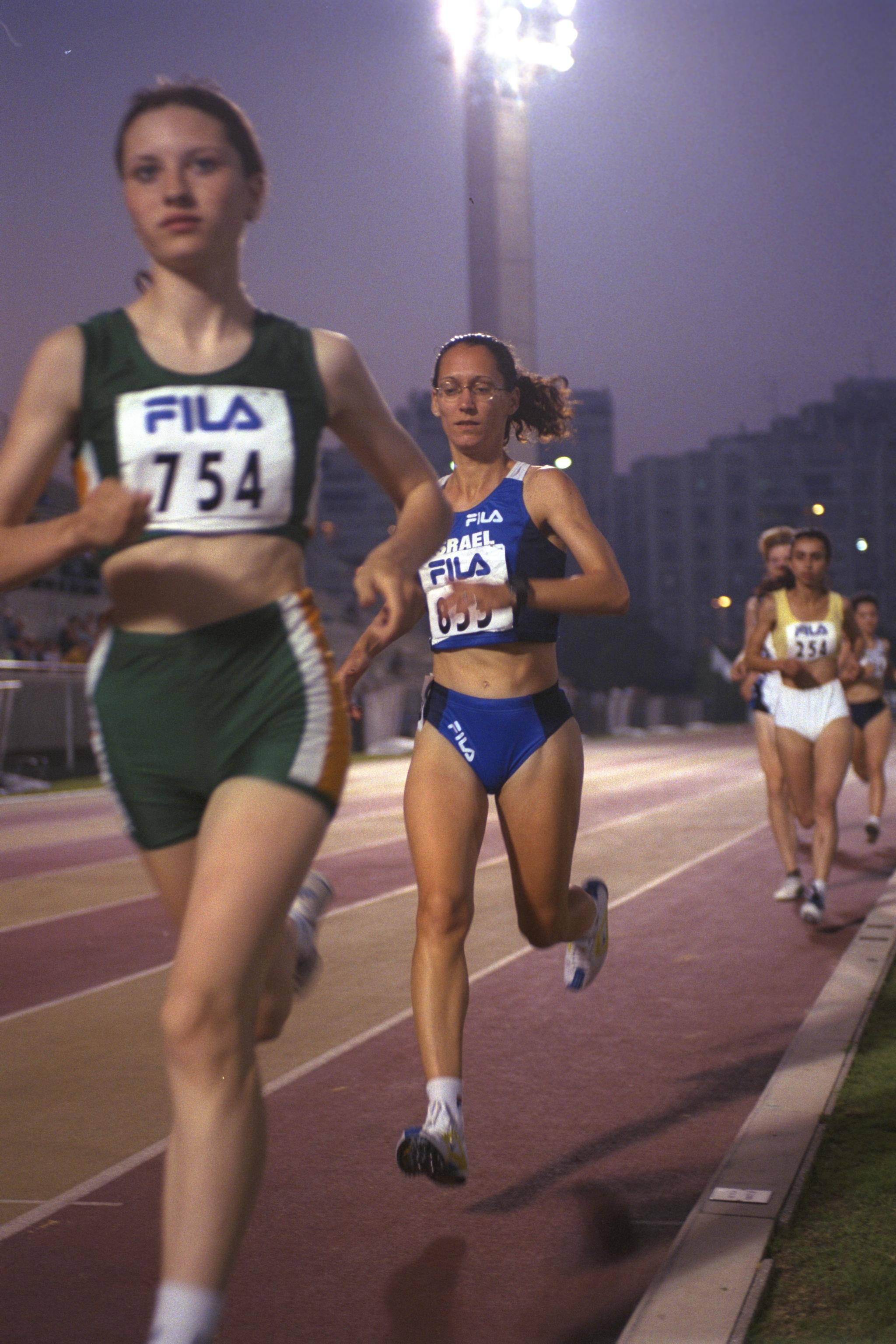
5000-Meterlauf der Frauen in Tel Aviv: Fernanda Ribeiro (PRT) vorne vor Nili Abramski (ISR), wie auch später im Ziel

Die 2. Liga der Männer und Frauen wurde in zwei Gruppen ausgetragen. Die Wettbewerbe der Gruppe 1 fanden am 5./6. Juni in Pula, Kroatien, statt, die der Gruppe 2 am 12./13. Juni in Tel Aviv, Israel. Aus den beiden Gruppen qualifizierten sich die jeweils ersten beiden Teams für die Teilnahme an den beiden Gruppen der 1. Liga des nächsten Europacups.
| Länderwertungen 2. Liga Gruppe 1 in Pula am 5./6. Juni | Länderwertungen 2. Liga Gruppe 1 in Pula am 5./6. Juni | Länderwertungen 2. Liga Gruppe 1 in Pula am 5./6. Juni | Länderwertungen 2. Liga Gruppe 1 in Pula am 5./6. Juni | Länderwertungen 2. Liga Gruppe 1 in Pula am 5./6. Juni | Länderwertungen 2. Liga Gruppe 1 in Pula am 5./6. Juni |
|                                                        | Frauen                                                 | Frauen                                                 |                                                        | Männer                                                 | Männer                                                 |
| Platz                                                  | Land                                                   | Punkte                                                 |                                                        | Land                                                   | Punkte                                                 |
| ------------------------------------------------------ | ------------------------------------------------------ | ------------------------------------------------------ | ------------------------------------------------------ | ------------------------------------------------------ | ------------------------------------------------------ |
| 1                                                      | Norwegen                                               | 124,0                                                  |                                                        | Kroatien                                               | 101,0                                                  |
| 2                                                      | Kroatien                                               | 107,0                                                  |                                                        | Dänemark                                               | 099,5                                                  |
| 3                                                      | Slowenien                                              | 100,0                                                  |                                                        | Slowenien                                              | 099,0                                                  |
| 4                                                      | Lettland                                               | 099,0                                                  |                                                        | Lettland                                               | 098,0                                                  |
| 5                                                      | Litauen                                                | 094,0                                                  |                                                        | Litauen                                                | 071,5                                                  |
| 6                                                      | Island                                                 | 084,0                                                  |                                                        | Island                                                 | 057,0                                                  |
| 7                                                      | Albanien                                               | 041,5                                                  |                                                        | Luxemburg                                              | 030,0                                                  |
| 8                                                      | Luxemburg                                              | 028,5                                                  |                                                        |                                                        |                                                        |

 qualifiziert für die 1. Liga des nächsten Europacups
| Länderwertungen 2. Liga Gruppe 2 in Tel Aviv am 12./13. Juni | Länderwertungen 2. Liga Gruppe 2 in Tel Aviv am 12./13. Juni | Länderwertungen 2. Liga Gruppe 2 in Tel Aviv am 12./13. Juni | Länderwertungen 2. Liga Gruppe 2 in Tel Aviv am 12./13. Juni | Länderwertungen 2. Liga Gruppe 2 in Tel Aviv am 12./13. Juni | Länderwertungen 2. Liga Gruppe 2 in Tel Aviv am 12./13. Juni |
|                                                              | Frauen                                                       | Frauen                                                       |                                                              | Männer                                                       | Männer                                                       |
| Platz                                                        | Land                                                         | Punkte                                                       |                                                              | Land                                                         | Punkte                                                       |
| ------------------------------------------------------------ | ------------------------------------------------------------ | ------------------------------------------------------------ | ------------------------------------------------------------ | ------------------------------------------------------------ | ------------------------------------------------------------ |
| 1                                                            | Portugal                                                     | 129                                                          |                                                              | Portugal                                                     | 134                                                          |
| 2                                                            | Österreich                                                   | 110                                                          |                                                              | Bulgarien                                                    | 107                                                          |
| 3                                                            | Estland                                                      | 105                                                          |                                                              | Estland                                                      | 104                                                          |
| 4                                                            | Israel                                                       | 083                                                          |                                                              | Israel                                                       | 102                                                          |
| 5                                                            | Zypern                                                       | 079                                                          |                                                              | Türkei                                                       | 094                                                          |
| 6                                                            | Moldau                                                       | 076                                                          |                                                              | Moldau                                                       | 085                                                          |
| 7                                                            | Georgien                                                     | 052                                                          |                                                              | AASSE                                                        | 051                                                          |
| 8                                                            | Armenien                                                     | 035                                                          |                                                              | Armenien                                                     | 033                                                          |

 qualifiziert für die 1. Liga des nächsten Europacups

## Länderwertungen 1.Liga
Die Wettbewerbe in der 1. Liga wurden für Männer und Frauen gemeinsam am 5. und 6. Juni ausgetragen. Die Teams der Gruppe 1 trafen sich in Lahti (Finnland), die Gruppe 2 fand in der griechischen Hauptstadt Athen statt. Die beiden jeweiligen Gruppenersten qualifizierten sich für die Superliga des kommenden Europacups. In die 2. Liga absteigen mussten die Mannschaften auf den jeweils letzten beiden Plätzen.
| Länderwertungen 1. Liga Gruppe 1 – in Lahti am 5./6. Juni | Länderwertungen 1. Liga Gruppe 1 – in Lahti am 5./6. Juni | Länderwertungen 1. Liga Gruppe 1 – in Lahti am 5./6. Juni | Länderwertungen 1. Liga Gruppe 1 – in Lahti am 5./6. Juni | Länderwertungen 1. Liga Gruppe 1 – in Lahti am 5./6. Juni | Länderwertungen 1. Liga Gruppe 1 – in Lahti am 5./6. Juni |
|                                                           | Frauen                                                    | Frauen                                                    |                                                           | Männer                                                    | Männer                                                    |
| Platz                                                     | Land                                                      | Punkte                                                    |                                                           | Land                                                      | Punkte                                                    |
| --------------------------------------------------------- | --------------------------------------------------------- | --------------------------------------------------------- | --------------------------------------------------------- | --------------------------------------------------------- | --------------------------------------------------------- |
| 1                                                         | Ukraine                                                   | 125                                                       |                                                           | Schweden                                                  | 104                                                       |
| 2                                                         | Belarus                                                   | 107                                                       |                                                           | Ukraine                                                   | 101                                                       |
| 3                                                         | Finnland                                                  | 100                                                       |                                                           | Niederlande                                               | 098                                                       |
| 4                                                         | Niederlande                                               | 093                                                       |                                                           | Finnland                                                  | 092                                                       |
| 5                                                         | Schweden                                                  | 075                                                       |                                                           | Norwegen                                                  | 086                                                       |
| 6                                                         | Irland                                                    | 074                                                       |                                                           | Belgien                                                   | 084                                                       |
| 7                                                         | Belgien                                                   | 064                                                       |                                                           | Irland                                                    | 080                                                       |
| 8                                                         | Dänemark                                                  | 047                                                       |                                                           | Belarus                                                   | 073                                                       |

 qualifiziert für die Superliga des nächsten Europacups

 abgestiegen in die 2. Liga des nächsten Europacups
| Länderwertungen 1. Liga Gruppe 2 – in Athen am 5./6. Juni | Länderwertungen 1. Liga Gruppe 2 – in Athen am 5./6. Juni | Länderwertungen 1. Liga Gruppe 2 – in Athen am 5./6. Juni | Länderwertungen 1. Liga Gruppe 2 – in Athen am 5./6. Juni | Länderwertungen 1. Liga Gruppe 2 – in Athen am 5./6. Juni | Länderwertungen 1. Liga Gruppe 2 – in Athen am 5./6. Juni |
|                                                           | Frauen                                                    | Frauen                                                    |                                                           | Männer                                                    | Männer                                                    |
| Platz                                                     | Land                                                      | Punkte                                                    |                                                           | Land                                                      | Punkte                                                    |
| --------------------------------------------------------- | --------------------------------------------------------- | --------------------------------------------------------- | --------------------------------------------------------- | --------------------------------------------------------- | --------------------------------------------------------- |
| 1                                                         | Griechenland                                              | 119                                                       |                                                           | Ungarn                                                    | 122                                                       |
| 2                                                         | Ungarn                                                    | 101                                                       |                                                           | Spanien                                                   | 111                                                       |
| 3                                                         | Bulgarien                                                 | 100                                                       |                                                           | Slowenien                                                 | 095                                                       |
| 4                                                         | Spanien                                                   | 092                                                       |                                                           | Schweiz                                                   | 094                                                       |
| 5                                                         | Schweiz                                                   | 084                                                       |                                                           | Rumänien                                                  | 092                                                       |
| 6                                                         | Slowenien                                                 | 071                                                       |                                                           | Österreich                                                | 073                                                       |
| 7                                                         | BR Jugoslawien                                            | 058                                                       |                                                           | BR Jugoslawien                                            | 069                                                       |
| 8                                                         | Türkei                                                    | 057                                                       |                                                           | Zypern                                                    | 063                                                       |

 qualifiziert für die Superliga des nächsten Europacups

 abgestiegen in die 2. Liga des nächsten Europacups

## Länderwertungen Superliga
Die Teams auf den jeweils letzten beiden Plätzen stiegen in die 1. Liga des nachfolgenden Europacups ab.
| Länderwertungen Superliga – in Paris am 19./20. Juni | Länderwertungen Superliga – in Paris am 19./20. Juni | Länderwertungen Superliga – in Paris am 19./20. Juni | Länderwertungen Superliga – in Paris am 19./20. Juni | Länderwertungen Superliga – in Paris am 19./20. Juni | Länderwertungen Superliga – in Paris am 19./20. Juni |
|                                                      | Frauen                                               | Frauen                                               |                                                      | Männer                                               | Männer                                               |
| Platz                                                | Land                                                 | Punkte                                               |                                                      | Land                                                 | Punkte                                               |
| ---------------------------------------------------- | ---------------------------------------------------- | ---------------------------------------------------- | ---------------------------------------------------- | ---------------------------------------------------- | ---------------------------------------------------- |
| 1                                                    | Russland                                             | 127,0                                                | 1                                                    | Deutschland                                          | 122,0                                                |
| 2                                                    | Rumänien                                             | 099,0                                                | 2                                                    | Italien                                              | 098,5                                                |
| 3                                                    | Frankreich                                           | 097,0                                                | 3                                                    | Großbritannien                                       | 097,0                                                |
| 4                                                    | Deutschland                                          | 093,5                                                | 4                                                    | Russland                                             | 095,0                                                |
| 5                                                    | Italien                                              | 071,0                                                | 5                                                    | Frankreich                                           | 081,5                                                |
| 6                                                    | Großbritannien                                       | 068,5                                                | 6                                                    | Griechenland                                         | 080,0                                                |
| 7                                                    | Polen                                                | 065,0                                                | 7                                                    | Polen                                                | 079,0                                                |
| 8                                                    | Tschechien                                           | 062,0                                                | 8                                                    | Tschechien                                           | 062,0                                                |

 abgestiegen in die 1. Liga des nächsten Europacups

## Legende
Kurze Übersicht zur Bedeutung der Symbolik – so üblicherweise auch in sonstigen Veröffentlichungen verwendet:
| DNF | nicht im Ziel (did not finish)                               |
| DSQ | disqualifiziert                                              |
| NMH | keine Höhe (No Mark)                                         |
| ogV | ohne gültigen Versuch                                        |
| r   | Wettkampf nicht fortgesetzt (retired)                        |
| x   | ungültig                                                     |
| o   | Höhe übersprungen                                            |
| –   | ausgelassen                                                  |
| w   | Rückenwindunterstützung über dem erlaubten Limit von 2,0 m/s |

## Superliga: Resultate der Einzeldisziplinen

### Männer

#### 100 m
| Platz | Athlet               | Land | Zeit (s) |
| ----- | -------------------- | ---- | -------- |
| 1     | Dwain Chambers       | GBR  | 10,21    |
| 2     | Stefano Tilli        | ITA  | 10,32    |
| 3     | Piotr Balcerzak      | POL  | 10,35    |
| 4     | Christoforos Choidis | GRC  | 10,38    |
| 5     | Stéphane Cali        | FRA  | 10,47    |
| 6     | Martin Duda          | CZE  | 10,49    |
| 7     | Patrick Schneider    | GER  | 10,54    |
| 8     | Sergei Slukin        | RUS  | 10,60    |

Datum: 19. Juni
Wind: −0,8 m/s

#### 200 m
| Platz | Athlet             | Land | Zeit (s) |
| ----- | ------------------ | ---- | -------- |
| 1     | Marcin Urbaś       | POL  | 20,34    |
| 2     | Alexis Alexopoulos | GRC  | 20,36    |
| 3     | Julian Golding     | GBR  | 20,49    |
| 4     | Holger Blume       | GER  | 20,82    |
| 5     | Alexander Rjabow   | RUS  | 20,84    |
| 6     | Alessandro Attene  | ITA  | 21,05    |
| 7     | Martin Morkes      | CZE  | 21,36    |
| DSQ   | Frédéric Krantz    | FRA  |          |

Datum: 20. Juni
Wind: +0,2 m/s

#### 400 m
| Platz | Athlet                | Land | Zeit (s) |
| ----- | --------------------- | ---- | -------- |
| 1     | Mark Richardson       | GBR  | 44,96    |
| 2     | Dmitri Golowastow     | RUS  | 45,59    |
| 3     | Konstantinos Kenteris | GRC  | 45,66    |
| 4     | Robert Maćkowiak      | POL  | 45,69    |
| 5     | Stefan Holz           | GER  | 45,81    |
| 6     | Marc Raquil           | FRA  | 46,82    |
| 7     | Jiří Mužík            | CZE  | 46,82    |
| 8     | Edoardo Vallet        | ITA  | 46,92    |

Datum: 19. Juni

#### 800 m
| Platz | Athlet                | Land | Zeit (min) |
| ----- | --------------------- | ---- | ---------- |
| 1     | Juri Borsakowski      | RUS  | 1:48,53    |
| 2     | Nico Motchebon        | GER  | 1:48,75    |
| 3     | Roman Oravec          | CZE  | 1:48,87    |
| 4     | Davide Cadoni         | ITA  | 1:48,89    |
| 5     | Wojciech Kałdowski    | POL  | 1:49,16    |
| 6     | David Divad           | FRA  | 1:49,35    |
| 7     | Andrew Hart           | GBR  | 1:49,38    |
| 8     | Panagiotis Stroubakos | GRC  | 1:50,94    |

Datum: 20. Juni

#### 1500 m
| Platz | Athlet                | Land | Zeit (min) |
| ----- | --------------------- | ---- | ---------- |
| 1     | Giuseppe D’Urso       | ITA  | 3:46,01    |
| 2     | Rüdiger Stenzel       | GER  | 3:46,58    |
| 3     | Nadir Bosch           | FRA  | 3:46,75    |
| 4     | John Mayock           | GBR  | 3:47,08    |
| 5     | Roman Oravec          | CZE  | 3:47,32    |
| 6     | Panagiotis Stroubakos | GRC  | 3:47,56    |
| 7     | Leszek Zblewski       | POL  | 3:48,18    |
| 8     | Andrei Sadoroschny    | RUS  | 3:48,21    |

Datum: 19. Juni

#### 3000 m
| Platz | Athlet                 | Land | Zeit (min) |
| ----- | ---------------------- | ---- | ---------- |
| 1     | Salvatore Vincenti     | ITA  | 7:59,12    |
| 2     | Wjatscheslaw Schabunin | RUS  | 7:59,12    |
| 3     | Driss Maazouzi         | FRA  | 7:59,52    |
| 4     | Dieter Baumann         | GER  | 8:01,03    |
| 5     | Glen Stewart           | GBR  | 8:02,39    |
| 6     | Panagiotis Papoulias   | GRC  | 8:02,95    |
| 7     | Lubomir Pokorny        | CZE  | 8:04,95    |
| 8     | Adam Draczyński        | POL  | 8:16,80    |

Datum: 20. Juni

#### 5000 m
| Platz | Athlet             | Land | Zeit (min) |
| ----- | ------------------ | ---- | ---------- |
| 1     | Gennaro Di Napoli  | ITA  | 13:53,37   |
| 2     | Halez Taguelmint   | FRA  | 13:57,35   |
| 3     | Sergei Drygin      | RUS  | 14:00,99   |
| 4     | Michael Openshaw   | GBR  | 14:01,37   |
| 5     | Sebastian Hallmann | GER  | 14:02,78   |
| 6     | Piotr Gładki       | POL  | 14:03,58   |
| 7     | Adonis Papadonis   | GRC  | 14:04,94   |
| 8     | Tomas Krutský      | CZE  | 14:36,39   |

Datum: 19. Juni

#### 110 m Hürden
| Platz | Athlet              | Land | Zeit (s) |
| ----- | ------------------- | ---- | -------- |
| 1     | Falk Balzer         | GER  | 13,21    |
| 2     | Tony Jarrett        | GBR  | 13,31    |
| 3     | Tomasz Ścigaczewski | POL  | 13,48    |
| 4     | Dan Philibert       | FRA  | 13,49    |
| 5     | Andrea Giaconi      | ITA  | 13,66    |
| 6     | Roman Šebrle        | CZE  | 13,92    |
| 7     | Stamatis Magos      | GRC  | 13,97    |
| 8     | Jewgeni Petschonkin | RUS  | 14,34    |

Datum: 19. Juni
Wind: +0,5 m/s

#### 400 m Hürden
| Platz | Athlet                | Land | Zeit (s) |
| ----- | --------------------- | ---- | -------- |
| 1     | Fabrizio Mori         | ITA  | 48,68    |
| 2     | Thomas Goller         | GER  | 48,88    |
| 3     | Paweł Januszewski     | POL  | 48,94    |
| 4     | Ruslan Maschtschenko  | RUS  | 49,39    |
| 5     | Christopher Rawlinson | GBR  | 49,65    |
| 6     | Stéphane Diagana      | FRA  | 49,66    |
| 7     | Jiří Mužík            | CZE  | 50,26    |
| 8     | Periklis Iakovakis    | GRC  | 50,33    |

Datum: 20. Juni

#### 3000 m Hindernis
| Platz | Athlet               | Land | Zeit (min) |
| ----- | -------------------- | ---- | ---------- |
| 1     | Gaël Pencréach       | FRA  | 8:27,78    |
| 2     | Damian Kallabis      | GER  | 8:27,85    |
| 3     | Giuseppe Maffei      | ITA  | 8:27,94    |
| 4     | Rafał Wójcik         | POL  | 8:34,14    |
| 5     | Wladimir Pronin      | RUS  | 8:38,31    |
| 6     | Christian Stephenson | GBR  | 8:39,12    |
| 7     | Michael Nejedlý      | CZE  | 8:42,57    |
| 8     | Adonios Vouzis       | GRC  | 8:45,24    |

Datum: 20. Juni

#### 4 × 100 m Staffel
| Platz | Besetzung      | Land                                                                              | Zeit (s) |
| ----- | -------------- | --------------------------------------------------------------------------------- | -------- |
| 1     | Großbritannien | Jason Gardener Darren Campbell Marlon Devonish Julian Golding                     | 38,16    |
| 2     | Griechenland   | Vasílios Séggos Alexios Alexopoulos Georgios Panagiotopoulos Christoforos Choidis | 38,61    |
| 3     | Deutschland    | Alexander Kosenkow Patrick Schneider Holger Blume Christian Schacht               | 38,88    |
| 4     | Frankreich     | David Patros Frédéric Krantz Christophe Cheval Stéphane Cali                      | 38,94    |
| 5     | Tschechien     | Martin Morkes Ludvik Bohman Tomas Drimal Martin Duda                              | 39,17    |
| 6     | Russland       | Waleri Kirdjaschew Alexander Riabow Denis Nikolajew Sergei Slukin                 | 39,18    |
| 7     | Italien        | Andrea Amici Giovanni Puggioni Alessandro Attene Stefano Tilli                    | 39,25    |
| 8     | Polen          | Adam Forgheim Marcin Urbaś Piotr Balcerzak Ryszard Polarczyk                      | 39,29    |

Datum: 19. Juni

#### 4 × 400 m Staffel
| Platz | Besetzung      | Land                                                                           | Zeit (min) |
| ----- | -------------- | ------------------------------------------------------------------------------ | ---------- |
| 1     | Großbritannien | Mark Hylton Jamie Baulch Solomon Wariso Mark Richardson                        | 3:00,61    |
| 2     | Polen          | Piotr Rysiukiewicz Robert Maćkowiak Tomasz Czubak Piotr Haczek                 | 3:01,06    |
| 3     | Russland       | Daniil Schekin Michail Wdowin Andrei Semjonow Dmitri Golowastow                | 3:01,57    |
| 4     | Frankreich     | Philippe Bouche Marc Foucan Willy Migerel Marc Raquil                          | 3:03,22    |
| 5     | Griechenland   | Stilianós Dimótsios Anastasios Gousis Periklis Iakovakis Konstantinos Kenteris | 3:04,43    |
| 6     | Italien        | Edoardo Vallet Marco Vaccari Alessandro Bracciali Fabrizio Mori                | 3:07,13    |
| 7     | Tschechien     | Jan Hanzl Karel Bláha Pavel Jelínek Jiří Mužík                                 | 3:09,06    |
| 8     | Deutschland    | Stefan Holz Marco Krause Lars Figura Thomas Goller                             | 3:09,07    |

Datum: 20. Juni

#### Hochsprung
| Platz | Athlet               | Land | Höhe (m) | Versuchsserie (m) | Versuchsserie (m) | Versuchsserie (m) | Versuchsserie (m) | Versuchsserie (m) | Versuchsserie (m) | Versuchsserie (m) | Versuchsserie (m) | Versuchsserie (m) | Versuchsserie (m) |
| Platz | Athlet               | Land | Höhe (m) | 2,10              | 2,15              | 2,19              | 2,22              | 2,25              | 2,28              | 2,30              | 2,32              | 2,34              | 2,36              |
| 1     | Martin Buß           | GER  | 2,34     | –                 | –                 | o                 | o                 | o                 | o                 | xo                | xo                | xxo               | r                 |
| 2     | Wjatscheslaw Woronin | RUS  | 2,32     | –                 | –                 | –                 | o                 | o                 | xo                | o                 | o                 | xxx               |                   |
| 3     | Tomáš Janků          | CZE  | 2,28     | o                 | o                 | o                 | xxo               | xo                | o                 | xxx               |                   |                   |                   |
| 4     | Steve Smith          | GBR  | 2,28     | –                 | xo                | –                 | xo                | o                 | xo                | x–                | xx                |                   |                   |
| 5     | Dimitrios Kokotis    | GRC  | 2,22     | o                 | –                 | x–                | o                 | x–                | xx                |                   |                   |                   |                   |
| 6     | Ivan Bernasconi      | ITA  | 2,19     | o                 | o                 | o                 | xxx               |                   |                   |                   |                   |                   |                   |
| 6     | Didier Detcheniqque  | FRA  | 2,19     | o                 | o                 | o                 | xxx               |                   |                   |                   |                   |                   |                   |
| 8     | Szymon Kuźma         | POL  | 2,15     | o                 | xxo               | xxx               |                   |                   |                   |                   |                   |                   |                   |

Datum: 19. Juni

#### Stabhochsprung
| Platz | Athlet            | Land | Höhe (m) | Versuchsserie (m) | Versuchsserie (m) | Versuchsserie (m) | Versuchsserie (m) | Versuchsserie (m) | Versuchsserie (m) | Versuchsserie (m) | Versuchsserie (m) |
| Platz | Athlet            | Land | Höhe (m) | 4,80              | 5,00              | 5,15              | 5,30              | 5,45              | 5,55              | 5,60              | 5,65              |
| 1     | Michael Stolle    | GER  | 5,65     | –                 | –                 | –                 | –                 | o                 | –                 | –                 | xo                |
| 2     | Rodion Gataullin  | RUS  | 5,45     | –                 | –                 | –                 | –                 | o                 | –                 | xx–               | x                 |
| 3     | Štěpán Janáček    | CZE  | 5,45     | –                 | –                 | o                 | o                 | xo                | xxx               |                   |                   |
| 4     | Stávros Tsítouras | GRC  | 5,45     | –                 | o                 | xxo               | o                 | xo                | xxx               |                   |                   |
| 5     | Przemyslaw Gurin  | POL  | 5,30     | o                 | o                 | xo                | o                 | xxx               |                   |                   |                   |
| 6     | Kevin Hughes      | GBR  | 5,15     | –                 | o                 | o                 | xxx               |                   |                   |                   |                   |
| NMH   | Jean Galfione     | FRA  | ogV      | –                 | –                 | –                 | –                 | xxx               |                   |                   |                   |
| NMH   | Andrea Giannini   | ITA  | ogV      | –                 | –                 | xxx               |                   |                   |                   |                   |                   |

Datum: 20. Juni

#### Weitsprung
| Platz | Athlet                  | Land | Weite (m) | Versuchsserie (m) | Versuchsserie (m) | Versuchsserie (m) | Versuchsserie (m) |
| Platz | Athlet                  | Land | Weite (m) | 1. Versuch        | 2. Versuch        | 3. Versuch        | 4. Versuch        |
| 1     | Emmanuel Bangué         | FRA  | 7,97      | 7,76              | 7,73              | 7,97              | 7,97              |
| 2     | Kofi Amoah Prah         | GER  | 7,85      | 7,75              | x                 | 7,85              | x                 |
| 3     | Roberto Coltri          | ITA  | 7,85      | x                 | 7,56              | 7,67              | 7,85              |
| 4     | Konstandinos Koukodimos | GRC  | 7,84      | 7,84              | 7,53              | –                 | x                 |
| 5     | Darren Ritchie          | GBR  | 7,63      | 7,58              | 7,63              | 7,63              | 7,47              |
| 6     | Grzegorz Marciniszyn    | POL  | 7,56      | 7,48              | 7,25              | 7,49              | 7,56              |
| 7     | Kirill Sossunow         | RUS  | 7,55      | x                 | –                 | 7,34              |                   |
| 8     | Tomáš Votava            | CZE  | 7,53      | 7,22              | 7,49              | 7,10              | 7,53              |

Datum: 19. Juni

#### Dreisprung
| Platz | Athlet              | Land | Weite (m) | Versuchsserie (m) | Versuchsserie (m) | Versuchsserie (m) | Versuchsserie (m) |
| Platz | Athlet              | Land | Weite (m) | 1. Versuch        | 2. Versuch        | 3. Versuch        | 4. Versuch        |
| 1     | Denis Kapustin      | RUS  | 17,40     | 17,28             | x                 | 17,40             | –                 |
| 2     | Jonathan Edwards    | GBR  | 17,24     | 16,89             | 17,10             | 17,20             | 17,24             |
| 3     | Charles Friedek     | GER  | 16,97     | 16,53             | 16,97             | x                 | x                 |
| 4     | Paolo Camossi       | ITA  | 16,88     | 16,21             | 16,77             | 16,88             | x                 |
| 5     | Jérôme Romain       | FRA  | 16,84     | 16,78             | 16,84             | 16,71             | 16,79             |
| 6     | Christos Meletoglou | GRC  | 16,79     | 16,65             | x                 | 16,79             | x                 |
| 7     | Jiří Kuntoš         | CZE  | 16,55     | 16,30             | x                 | x                 | 16,55             |
| NMH   | Jacek Kazimierowski | POL  | ogV       | x                 | x                 | x                 | x                 |

Datum: 20. Juni

#### Kugelstoßen
| Platz | Athlet              | Land | Weite (m) | Versuchsserie (m) | Versuchsserie (m) | Versuchsserie (m) | Versuchsserie (m) |
| Platz | Athlet              | Land | Weite (m) | 1. Versuch        | 2. Versuch        | 3. Versuch        | 4. Versuch        |
| 1     | Oliver-Sven Buder   | GER  | 20,53     | 20,53             | 20,03             | x                 | –                 |
| 2     | Paolo Dal Soglio    | ITA  | 19,38     | 18,77             | 19,19             | x                 | 19,38             |
| 3     | Vaios Tigas         | GRC  | 18,71     | 18,41             | 18,71             | 18,24             | 18,22             |
| 4     | Przemysław Zabawski | POL  | 18,40     | 18,34             | 17,57             | 18,40             | 18,16             |
| 5     | Stéphane Vial       | FRA  | 18,38     | 17,94             | 18,38             | 18,22             | 18,17             |
| 6     | Josef Rosůlek       | CZE  | 18,18     | 18,06             | 17,87             | 18,18             | 18,17             |
| 7     | Jewgeni Paltschikow | RUS  | 17,96     | 17,31             | 17,87             | 17,96             | 17,20             |
| 8     | Mark Edwards        | GBR  | 17,37     | 17,37             | x                 | 16,88             | x                 |

Datum: 19. Juni

#### Diskuswurf
| Platz | Athlet                  | Land | Weite (m) | Versuchsserie (m) | Versuchsserie (m) | Versuchsserie (m) | Versuchsserie (m) |
| Platz | Athlet                  | Land | Weite (m) | 1. Versuch        | 2. Versuch        | 3. Versuch        | 4. Versuch        |
| 1     | Jürgen Schult           | GER  | 65,68     | 64,08             | 63,69             | 64,86             | 65,68             |
| 2     | Alexander Boritschewski | RUS  | 63,26     | 60,78             | 62,22             | 63,26             | 61,01             |
| 3     | Diego Fortuna           | ITA  | 63,03     | 61,06             | 63,03             | 62,50             | 62,76             |
| 4     | Libor Malina            | CZE  | 61,97     | 57,28             | 57,35             | 57,81             | 61,97             |
| 5     | Jean-Claude Retel       | FRA  | 60,68     | 60,68             | 58,24             | 58,85             | 59,47             |
| 6     | Perris Wilkins          | GBR  | 60,64     | 60,64             | x                 | 60,51             | x                 |
| 7     | Andrzej Krawczyk        | POL  | 58,08     | x                 | 57,83             | 58,08             | x                 |
| 8     | Savas Panavoglou        | GRC  | 54,60     | 47,64             | 53,38             | 54,60             | 54,15             |

Datum: 19. Juni

#### Hammerwurf
| Platz | Athlet                | Land | Weite (m) | Versuchsserie (m) | Versuchsserie (m) | Versuchsserie (m) | Versuchsserie (m) |
| Platz | Athlet                | Land | Weite (m) | 1. Versuch        | 2. Versuch        | 3. Versuch        | 4. Versuch        |
| 1     | Christos Polychroniou | GRC  | 79,72     | x                 | 75,84             | 79,72             | 78,78             |
| 2     | Szymon Ziółkowski     | POL  | 78,67     | 74,41             | 76,68             | 78,67             | 76,28             |
| 3     | Karsten Kobs          | GER  | 78,18     | 76,36             | 78,18             | 77,89             | x                 |
| 4     | Nicola Vizzoni        | ITA  | 75,74     | 74,32             | 75,74             | 75,12             | x                 |
| 5     | Vladimír Maška        | CZE  | 75,21     | 75,21             | 74,65             | 73,79             | 73,68             |
| 6     | David Chaussinand     | FRA  | 74,90     | 74,69             | 73,17             | 74,90             | x                 |
| 7     | Sergei Kirmassow      | RUS  | 72,33     | 72,33             | x                 | 71,35             | x                 |
| 8     | Michael Jones         | GBR  | 72,04     | 72,04             | 70,12             | 69,65             | 70,77             |

Datum: 19. Juni

#### Speerwurf
| Platz | Athlet                  | Land | Weite (m) | Versuchsserie (m) | Versuchsserie (m) | Versuchsserie (m) | Versuchsserie (m) |
| Platz | Athlet                  | Land | Weite (m) | 1. Versuch        | 2. Versuch        | 3. Versuch        | 4. Versuch        |
| 1     | Raymond Hecht           | GER  | 86,05     | 89,92             | x                 | 84,39             | 81,33             |
| 2     | Sergei Makarow          | RUS  | 85,44     | 85,05             | 83,88             | 85,44             | 81,04             |
| 3     | Konstandinos Gatsioudis | GRC  | 84,87     | 84,26             | 82,00             | 84,87             | x                 |
| 4     | Mick Hill               | GBR  | 79,65     | 77,47             | 78,80             | 79,65             | x                 |
| 5     | Carlo Sonego            | ITA  | 76,43     | 76,43             | 70,84             | x                 | 75,38             |
| 6     | Dariusz Trafas          | POL  | 74,03     | 71,36             | x                 | 74,03             | x                 |
| 7     | Miloš Steigauf          | CZE  | 73,82     | 73,82             | 69,51             | x                 | x                 |
| 8     | David Brisseaud         | FRA  | 73,10     | 72,44             | 69,65             | 71,61             | 73,10             |

Datum: 20. Juni

### Frauen

#### 100 m
| Platz | Athletin         | Land | Zeit (s) |
| ----- | ---------------- | ---- | -------- |
| 1     | Christine Arron  | FRA  | 10,97    |
| 2     | Natalja Ignatowa | RUS  | 11,22    |
| 3     | Joice Maduaka    | GBR  | 11,24    |
| 4     | Ionela Târlea    | ROU  | 11,30    |
| 5     | Manuela Levorato | ITA  | 11,30    |
| 6     | Zuzanna Radecka  | POL  | 11,42    |
| 7     | Andrea Philipp   | GER  | 11,42    |
| 8     | Erika Suchovská  | CZE  | 11,56    |

Datum: 19. Juni
Wind: +0,5 m/s

#### 200 m
| Platz | Athletin               | Land | Zeit (s) |
| ----- | ---------------------- | ---- | -------- |
| 1     | Swetlana Gontscharenko | RUS  | 22,59    |
| 2     | Sabrina Mulrain        | GER  | 22,73    |
| 3     | Muriel Hurtis          | FRA  | 22,83    |
| 4     | Ionela Târlea          | ROU  | 22,85    |
| 5     | Manuela Levorato       | ITA  | 22,90    |
| 6     | Zuzanna Radecka        | POL  | 23,04    |
| 7     | Hana Benešová          | CZE  | 23,13    |
| 8     | Katharine Merry        | GBR  | 23,25    |

Datum: 20. Juni
Wind: +0,7 m/s

#### 400 m
| Platz | Athletin         | Land | Zeit (s) |
| ----- | ---------------- | ---- | -------- |
| 1     | Ionela Târlea    | ROU  | 50,69    |
| 2     | Olga Kotljarowa  | RUS  | 51,19    |
| 3     | Anja Rücker      | GER  | 51,28    |
| 4     | Jitka Burianová  | CZE  | 51,72    |
| 5     | Francine Landre  | FRA  | 51,90    |
| 6     | Virna De Angeli  | ITA  | 52,19    |
| 7     | Donna Fraser     | GBR  | 52,48    |
| 8     | Grażyna Prokopek | POL  | 53,72    |

Datum: 19. Juni

#### 800 m
| Platz | Athletin          | Land | Zeit (min) |
| ----- | ----------------- | ---- | ---------- |
| 1     | Natalja Zyganowa  | RUS  | 1:58,18    |
| 2     | Helena Fuchsová   | CZE  | 1:58,81    |
| 3     | Viviane Dorsile   | FRA  | 2:00,37    |
| 4     | Elena Buhaianu    | ROU  | 2:00,79    |
| 5     | Diane Modahl      | GBR  | 2:00,80    |
| 6     | Claudia Salvarani | ITA  | 2:01,23    |
| 7     | Heike Meißner     | GER  | 2:01,79    |
| 8     | Aleksandra Deren  | POL  | 2:07,34    |

Datum: 19. Juni

#### 1500 m
| Platz | Athletin            | Land | Zeit (min) |
| ----- | ------------------- | ---- | ---------- |
| 1     | Gabriela Szabo      | ROU  | 4:13,63    |
| 2     | Anna Jakubczak      | polf | 4:13,90    |
| 3     | Margarita Marussowa | RUS  | 4:15,40    |
| 4     | Hayley Tullett      | GBR  | 4:15,70    |
| 5     | Frédérique Quentin  | FRA  | 4:16,36    |
| 6     | Luminita Zaituc     | GER  | 4:17,41    |
| 7     | Andrea Šuldesová    | CZE  | 4:18,29    |
| 8     | Ilaria Di Santo     | ITA  | 4:20,40    |

Datum: 20. Juni

#### 3000 m
| Platz | Athletin         | Land | Zeit (min) |
| ----- | ---------------- | ---- | ---------- |
| 1     | Gabriela Szabo   | ROU  | 8:36,35    |
| 2     | Lidia Chojecka   | POL  | 8:38,77    |
| 3     | Olga Jegorowa    | RUS  | 8:40,51    |
| 4     | Yamna Belkacem   | FRA  | 8:42,54    |
| 5     | Silvia Sommaggio | ITA  | 8:59,05    |
| 6     | Luminita Zaituc  | GER  | 9:02,07    |
| 7     | Angela Newport   | GBR  | 9:13,71    |
| 8     | Renata Hoppová   | CZE  | 9:52,53    |

Datum: 19. Juni

#### 5000 m
| Platz | Athletin           | Land | Zeit (min) |
| ----- | ------------------ | ---- | ---------- |
| 1     | Paula Radcliffe    | GBR  | 14:48,79   |
| 2     | Irina Mikitenko    | GER  | 15:05,43   |
| 3     | Iulia Olteanu      | ROU  | 15:06,73   |
| 4     | Marija Pantjuchowa | RUS  | 15:08,73   |
| 5     | Blandine Bitzner   | FRA  | 15:13,96   |
| 6     | Darota Gruca       | POL  | 15:37,74   |
| 7     | Maria Guida        | ITA  | 15:40,26   |
| 8     | Petra Drajzajtlová | CZE  | 16:29,34   |

Datum: 20. Juni

#### 100 m Hürden
| Platz | Athletin          | Land | Zeit (s) |
| ----- | ----------------- | ---- | -------- |
| 1     | Patricia Girard   | FRA  | 12,96    |
| 2     | Keri Maddox       | GBR  | 12,97    |
| 3     | Swetlana Lauchowa | RUS  | 12,99    |
| 4     | Iveta Rudová      | CZE  | 13,26    |
| 5     | Margaret Macchiut | ITA  | 13,27    |
| 6     | Kirsten Bolm      | GER  | 13,42    |
| 7     | Anna Leszczyńska  | POL  | 13,46    |
| 8     | Erica Niculaie    | ROU  | 13,56    |

Datum: 20. Juni
Wind: −0,4 m/s

#### 400 m Hürden
| Platz | Athletin              | Land | Zeit (s) |
| ----- | --------------------- | ---- | -------- |
| 1     | Silvia Rieger         | GER  | 55,09    |
| 2     | Jekaterina Bachwalowa | RUS  | 55,61    |
| 3     | Monika Niederstätter  | ITA  | 56,09    |
| 4     | Sinead Dudgeon        | GBR  | 56,46    |
| 5     | Cindy Ega             | FRA  | 57,61    |
| 6     | Georgeta Lazăr        | ROU  | 57,88    |
| 7     | Anna Olichwierczuk    | POL  | 57,92    |
| 8     | Martina Blažková      | CZE  | 60,77    |

Datum: 19. Juni

#### 4 × 100 m Staffel
| Platz | Land           | Besetzung                                                           | Zeit (s) |
| ----- | -------------- | ------------------------------------------------------------------- | -------- |
| 1     | Frankreich     | Patricia Girard Muriel Hurtis Fabé Dia Christine Arron              | 42,90    |
| 2     | Russland       | Natalja Ignatowa Oxana Ekk Irina Chabarowa Swetlana Gontscharenko   | 42,91    |
| 3     | Deutschland    | Gabi Rockmeier Andrea Philipp Birgit Rockmeier Sabrina Mulrain      | 43,47    |
| 4     | Polen          | Marzena Pawlak Joanna Nielacna Monika Borejza Zuzanna Radecka       | 43,99    |
| 5     | Tschechien     | Pavlina Dlouhá Erika Suchovaská Denisa Krejčová Hana Benešová       | 44,35    |
| 6     | Italien        | Elena Apollonio Annarita Luciano Manuela Grillo Manuela Levorato    | 44,43    |
| 7     | Rumänien       | Georgeta Lazăr Erica Niculaie Evelina Lisenco Éva Miklós            | 44,83    |
| DNF   | Großbritannien | Marcia Richardson Shani Anderson Christine Bloomfield Joice Maduaka |          |

Datum: 19. Juni

#### 4 × 400 m Staffel
| Platz | Land           | Besetzung                                                                | Zeit (min) |
| ----- | -------------- | ------------------------------------------------------------------------ | ---------- |
| 1     | Russland       | Jekaterina Kulikowa Natalja Nasarowa Tatjana Tschebykina Olga Kotljarowa | 3:24,61    |
| 2     | Rumänien       | Otilia Ruicu Alina Rîpanu Ana Maria Barbu Ionela Târlea}                 | 3:25,68    |
| 3     | Tschechien     | Jitka Burianová Hana Benešová Denisa Krejčová Helena Fuchsová            | 3:25,76    |
| 4     | Deutschland    | Anja Knippel Anke Feller Martina Breu Uta Rohländer                      | 3:25,94    |
| 5     | Italien        | Danielle Perpoli Patrizia Spuri Francesca Carbone Virna De Angeli        | 3:26,69    |
| 6     | Frankreich     | Francine Landre Sandrine Thiébaud Viviane Dorsile Fabienne Ficher        | 3:27,28    |
| 7     | Großbritannien | Sinead Dudgeon Tasha Danvers Helen Frost Donna Fraser                    | 3:28,59    |
| 8     | Polen          | Aneta Skarba Aleksandra Pielużek Inga Tarnawska Grażyna Prokopek         | 3:34,66    |

Datum: 20. Juni

#### Hochsprung
| Platz | Athletin             | Land | Höhe (m) | Versuchsserie (m) | Versuchsserie (m) | Versuchsserie (m) | Versuchsserie (m) | Versuchsserie (m) | Versuchsserie (m) | Versuchsserie (m) | Versuchsserie (m) | Versuchsserie (m) | Versuchsserie (m) | Versuchsserie (m) |
| Platz | Athletin             | Land | Höhe (m) | 1,70              | 1,75              | 1,80              | 1,84              | 1,88              | 1,91              | 1,93              | 1,95              | 1,97              | 1,99              | 2,01              |
| 1     | Jelena Guljajewa     | RUS  | 1,99     | –                 | –                 | o                 | xo                | o                 | o                 | xo                | xo                | o                 | xxo               | r                 |
| 2     | Monica Dinescu       | ROU  | 1,97     | –                 | –                 | o                 | o                 | xo                | o                 | xx–               | o                 | o                 | xx–               | x                 |
| 3     | Zuzana Hlavoňová     | ROU  | 1,95     | –                 | –                 | –                 | o                 | xo                | o                 | o                 | o                 | x–                | xx                |                   |
| 4     | Antonella Bevilacqua | ITA  | 1,91     | –                 | –                 | o                 | o                 | o                 | xo                | xxx               |                   |                   |                   |                   |
| 5     | Susan Jones          | GBR  | 1,88     | –                 | o                 | o                 | o                 | xxo               |                   |                   |                   |                   |                   |                   |
| 5     | Amewu Mensah         | GER  | 1,88     | –                 | o                 | o                 | o                 | xxo               |                   |                   |                   |                   |                   |                   |
| 7     | Guilaine Graw        | FRA  | 1,80     | o                 | o                 | o                 | xxx               |                   |                   |                   |                   |                   |                   |                   |
| 8     | Donata Jancewicz     | POL  | 1,80     | –                 | –                 | xo                | xxx               |                   |                   |                   |                   |                   |                   |                   |

Datum: 20. Juni

#### Stabhochsprung
| Platz | Athletin          | Land | Höhe (m) | Versuchsserie (m) | Versuchsserie (m) | Versuchsserie (m) | Versuchsserie (m) | Versuchsserie (m) | Versuchsserie (m) | Versuchsserie (m) | Versuchsserie (m) | Versuchsserie (m) | Versuchsserie (m) | Versuchsserie (m) | Versuchsserie (m) | Versuchsserie (m) |
| Platz | Athletin          | Land | Höhe (m) | 3,40              | 3,55              | 3,70              | 3,85              | 3,95              | 4,05              | 4,10              | 4,15              | 4,20              | 4,25              | 4,30              | 4,35              | 4,40              |
| 1     | Nicole Humbert    | GER  | 4,35     | –                 | –                 | –                 | –                 | –                 | –                 | –                 | –                 | o                 | –                 | xxo               | xo                | xxx               |
| 2     | Marie Poissonnier | FRA  | 4,30     | –                 | –                 | –                 | xxo               | xxo               | –                 | o                 | xo                | xxo               | xxo               | o                 | x–                | xx                |
| 3     | Pavla Hamácková   | CZE  | 4,25     | –                 | –                 | –                 | o                 | –                 | o                 | –                 | xo                | –                 | o                 | xxx               |                   |                   |
| 4     | Jelena Beljakowa  | RUS  | 4,20     | –                 | –                 | –                 | –                 | –                 | o                 | –                 | –                 | o                 | –                 | xxx               |                   |                   |
| 5     | Francesca Dolcini | ITA  | 4,20     | o                 | –                 | o                 | o                 | xo                | o                 | –                 | xxo               | xxo               | xx–               | x                 |                   |                   |
| 6     | Gabriela Mihalcea | ROU  | 4,15     | –                 | –                 | –                 | –                 | xo                | xxo               | xxo               | xo                | xxx               |                   |                   |                   |                   |
| 7     | Janine Whitlock   | GBR  | 4,05     | –                 | –                 | –                 | xo                | o                 | xxo               | –                 | xxx               |                   |                   |                   |                   |                   |
| 8     | Aleksandra Granda | POL  | 3,85     | o                 | xo                | o                 | xo                | xxx               |                   |                   |                   |                   |                   |                   |                   |                   |

Datum: 19. Juni

#### Weitsprung
| Platz | Athletin         | Land | Weite (m) | Versuchsserie (m) | Versuchsserie (m) | Versuchsserie (m) | Versuchsserie (m) |
| Platz | Athletin         | Land | Weite (m) | 1. Versuch        | 2. Versuch        | 3. Versuch        | 4. Versuch        |
| 1     | Fiona May        | ITA  | 6,88      | 6,74              | 6,62              | x                 | 6,88              |
| 2     | Eunice Barber    | FRA  | 6,82      | 6,72              | 6,70              | 6,49              | 6,82              |
| 3     | Ljudmila Galkina | RUS  | 6,66      | 6,54              | 6,66              | 6,64              | 6,64              |
| 4     | Lucie Komrsková  | CZE  | 6,22      | 6,07              | 6,11              | 5,95              | 6,22              |
| 5     | Bożena Trzcińska | POL  | 6,17      | 6,01              | 6,17              | 5,99              | x                 |
| 6     | Sarah Claxton    | GBR  | 6,12      | 6,06              | 4,93              | x                 | 6,12              |
| 7     | Nkechi Madubuko  | GER  | 5,97      | 5,97              | 5,71              | x                 | r                 |
| 8     | Éva Miklós       | ROU  | 5,94      | 5,94              | 5,83              | 5,78              | 5,80              |

Datum: 20. Juni

#### Dreisprung
| Platz | Athletin         | Land | Weite (m) | Versuchsserie (m) | Versuchsserie (m) | Versuchsserie (m) | Versuchsserie (m) |
| Platz | Athletin         | Land | Weite (m) | 1. Versuch        | 2. Versuch        | 3. Versuch        | 4. Versuch        |
| 1     | Cristina Nicolau | ROU  | 14,61     | 14,25             | 14,34             | 14,61             | x                 |
| 2     | Ashia Hansen     | GBR  | 14,58     | 13,84             | 14,29             | 14,58             | x                 |
| 3     | Fiona May        | ITA  | 14,33     | 14,07             | 14,28             | x                 | 14,3300           |
| 4     | Jelena Lebedenko | RUS  | 14,16     | 14,09             | 14,16             | x                 | 14,04 w           |
| 5     | Sylvie Borda     | FRA  | 13,81     | 13,80             | 13,73             | 13,81             | 13,5100           |
| 6     | Nkechi Madubuko  | GER  | 13,62     | 13,35             | 13,62             | 13,35             | x                 |
| 7     | Eva Doležalová   | CZE  | 13,45     | x                 | 13,32             | x                 | 13,4500           |
| 8     | Ilona Pazoła     | POL  | 13,27     | 13,27             | 13,00             | 13,24             | 12,8300           |

Datum: 19. Juni

#### Kugelstoßen
| Platz | Athletin            | Land | Weite (m) | Versuchsserie (m) | Versuchsserie (m) | Versuchsserie (m) | Versuchsserie (m) |
| Platz | Athletin            | Land | Weite (m) | 1. Versuch        | 2. Versuch        | 3. Versuch        | 4. Versuch        |
| 1     | Krystyna Zabawska   | POL  | 18,58     | 16,70             | 17,31             | 17,93             | 18,58             |
| 2     | Nadine Kleinert     | GER  | 18,47     | 18,18             | 18,47             | 18,39             | x                 |
| 3     | Swetlana Kriweljowa | RUS  | 18,36     | 17,24             | 18,31             | 18,36             | 18,22             |
| 4     | Mara Rosolen        | ITA  | 18,16     | 17,49             | 18,16             | 17,76             | 17,79             |
| 5     | Elena Hila          | ROU  | 17,98     | 16,95             | 17,98             | x                 | 17,36             |
| 6     | Judy Oakes          | GBR  | 17,93     | 17,75             | 17,93             | x                 | 17,72             |
| 7     | Laurence Manfrédi   | FRA  | 17,80     | 17,80             | 17,21             | x                 | 17,61             |
| 8     | Zdeňka Šilhavá      | CZE  | 15,99     | 15,72             | 15,51             | x                 | 15,99             |

Datum: 20. Juni

#### Diskuswurf
| Platz | Athletin          | Land | Weite (m) | Versuchsserie (m) | Versuchsserie (m) | Versuchsserie (m) | Versuchsserie (m) |
| Platz | Athletin          | Land | Weite (m) | 1. Versuch        | 2. Versuch        | 3. Versuch        | 4. Versuch        |
| 1     | Natalja Sadowa    | RUS  | 66,84     | 65,77             | 66,84             | x                 | 63,42             |
| 2     | Nicoleta Grasu    | ROU  | 65,85     | x                 | 62,95             | 65,04             | 65,85             |
| 3     | Franka Dietzsch   | GER  | 65,72     | 65,14             | 63,80             | x                 | 65,72             |
| 4     | Joanna Wiśniewska | POL  | 60,63     | 60,63             | 59,13             | 60,48             | x                 |
| 5     | Shelley Drew      | GBR  | 57,82     | 55,11             | 52,91             | 57,05             | 57,82             |
| 6     | Isabelle Devaluez | FRA  | 57,18     | 57,18             | x                 | x                 | 55,66             |
| 7     | Zdeňka Šilhavá    | CZE  | 55,45     | 55,45             | 55,10             | x                 | 55,03             |
| 8     | Mara Rosolen      | ITA  | 54,26     | x                 | 54,26             | 53,30             | 53,14             |

Datum: 19. Juni

#### Hammerwurf
| Platz | Athletin           | Land | Weite (m) | Versuchsserie (m) | Versuchsserie (m) | Versuchsserie (m) | Versuchsserie (m) |
| Platz | Athletin           | Land | Weite (m) | 1. Versuch        | 2. Versuch        | 3. Versuch        | 4. Versuch        |
| 1     | Mihaela Melinte    | ROU  | 74,48     | 71,83             | 71,48             | 74,48             | 71,97             |
| 2     | Olga Kusenkowa     | RUS  | 69,05     | 68,66             | x                 | x                 | 69,05             |
| 3     | Florence Ezeh      | FRA  | 65,64     | 65,64             | x                 | x                 | x                 |
| 4     | Kamila Skolimowska | POL  | 65,00     | 65,00             | 62,75             | 61,58             | x                 |
| 5     | Kirsten Münchow    | GER  | 64,63     | 62,78             | 64,63             | 63,39             | x                 |
| 6     | Lorraine Shaw      | GBR  | 62,51     | 56,86             | 59,85             | 61,68             | 62,51             |
| 7     | Ester Balassini    | ITA  | 61,60     | 57,62             | 57,46             | 59,01             | 61,60             |
| 8     | Lucie Vrbenská     | CZE  | 48,29     | 47,42             | 48,00             | 48,29             | 44,84             |

Datum: 20. Juni

#### Speerwurf
| Platz | Athletin           | Land | Weite (m) | Versuchsserie (m) | Versuchsserie (m) | Versuchsserie (m) | Versuchsserie (m) |
| Platz | Athletin           | Land | Weite (m) | 1. Versuch        | 2. Versuch        | 3. Versuch        | 4. Versuch        |
| 1     | Tanja Damaske      | GER  | 65,44     | 59,16             | 62,94             | 65,44             | 64,77             |
| 2     | Oxana Makarowa     | RUS  | 64,61     | 59,31             | 59,33             | 61,41             | 64,61             |
| 3     | Nadine Auzeil      | FRA  | 61,08     | x                 | 52,39             | 61,08             | x                 |
| 4     | Genowefa Patla     | POL  | 61,05     | 55,18             | 61,05             | 52,25             | x                 |
| 5     | Nikola Tomečková   | CZE  | 58,93     | 57,92             | x                 | 58,93             | x                 |
| 6     | Ana Mirela Țermure | ROU  | 56,22     | 55,56             | 55,13             | 52,35             | 56,22             |
| 7     | Claudia Coslovich  | ITA  | 53,80     | 53,80             | 50,72             | 51,18             | x                 |
| 8     | Lorna Jackson      | GBR  | 50,82     | 50,82             | 47,17             | 48,77             | 49,27             |

Datum: 19. Juni

### Videolinks
- Men's 100m European Cup, Paris 19-06-1999, youtube.com
- Europe Cup Superleague Paris 1999 javelin throw, youtube.com